# الضربة القاضية (فلم 1914)
الضربة القاضية (بالإنجليزية: The Knockout)، يعرف أيضا بأسم (تشارلي وفاتي بالحلبة)، وهو فيلم كوميدي أمريكي صامت من عام 1914 ،تم إنتاجه في استوديوهات كيستون. مثل فيه تشارلي تشابلن بدور صغير.

## القصة
يتظاهر متشردان فقيران بأنهما ملاكمان لكسب بعض المال. يدّعي أحدهما أنه سايكلون فلين، بطل الملاكمة. في هذه الأثناء، يقاتل باغ، وهو رجل قوي طيب القلب من سكان المنطقة، ويهزم عددًا من الملاكمين الذين كانوا يضايقون صديقته. يتصالح الملاكمون مع باغ ويقترحون عليه دخوله لمواجهة سايكلون فلين المزيف في مسرح محلي.
يدخل سايكلون فلين الحقيقي، الذي يطرد المتشردين ويسيطر على المباراة. تبدأ المعركة، التي يُحكمها تشابلن بطريقة كوميدية. سرعان ما تتدهور الأمور إلى فوضى عارمة، بعد أن يسرق باغ مسدسات مقامر ويطارد البطل من الحلبة. يلي ذلك مشهد مطاردة طويل يضم الملاكمين والمتفرجين وصديقة باغ ورجال شرطة كيستون.

## طاقم التمثيل
- روسكو آرباكل (فاتي) - الملاكم
- مينتا دورفي - صديقة الملاكم
- إدغار كينيدي -
- تشارلي تشابلن - الحكم
- فرانك أوبرمان - مروج للمعركة
- آل سانت جون - منافس الملاكم
- هانك مان - شخص قاسي
- ماك سوين - المقامر

## روابط خارجية
- الفيلم القصير The Knockout متوفر للتحميل من موقع أرشيف الإنترنت [المزيد]
- الضربة القاضية على موقع IMDb (الإنجليزية)
- الضربة القاضية على موقع روتن توميتوز (الإنجليزية)
- الضربة القاضية على موقع Turner Classic Movies (الإنجليزية)
- الضربة القاضية على موقع أول موفي (الإنجليزية)
- الضربة القاضية على موقع فيلمافينيتي (الإسبانية)
- الضربة القاضية على موقع قاعدة بيانات الفيلم (الإنجليزية)
- الضربة القاضية على موقع ليتربوكسد (الإنجليزية)
- الضربة القاضية على موقع كينوبويسك (الروسية)
- The Knockout على يوتيوب